# Theloderma lateriticum
Ếch cây sần đỏ (danh pháp hai phần: Theloderma lateriticum là một loài ếch trong họ Rhacophoridae.
Nó được các nhà khoa học từ Viện Sinh thái và tài nguyên sinh vật (thuộc Viện Khoa học công nghệ VN), các nhà khoa học Mỹ và VN phát hiện một loài ếch cây sần mới có giá trị phục vụ nghiên cứu khoa học ở vùng núi cao Hoàng Liên thuộc tỉnh Lào Cai.
Loài ếch mới được các nhà khoa học đặt tên là ếch cây sần đỏ Theloderma lateriticum Bain, Nguyen & Doan 2009. Ếch cây sần đỏ có kích cỡ nhỏ với chiều dài thân chỉ đạt 23,5mm, màng nhĩ rất rõ, màng bơi ở chân và tay tiêu giảm, da lưng có những nốt sần nhỏ và nổi bật với màu đỏ gạch, cá thể đực không có túi kêu và sống trong rừng thường xanh ở độ cao khoảng 1.300-1.400m so với mực nước biển.